# The Challenge – Eine echte Herausforderung
The Challenge – Eine echte Herausforderung (Originaltitel: The Challenge) ist ein US-amerikanischer Spielfilm aus dem Jahr 2003.

## Handlung
Die verfeindeten Zwillingsschwestern Shane und Lizzie nehmen – auf Drängen ihrer Eltern – an der Reality-Show The Challenge teil, deren Hauptpreis aus einem Stipendium besteht. Im Rahmen der Show müssen sie einige Abenteuer erleben. Der Produzent der Show hat es nur auf die Zuschauerquoten abgesehen und versucht daher, die Schwestern auseinanderzubringen. Doch Shane und Lizzie lassen sich nicht davon abhalten und werden im Laufe dieser Show wieder gute Freunde. Shane und Lizzie schaffen es, die Aufgaben zu lösen und das Stipendium zu bekommen.

## Kritiken
Scott Weinberg:
„Surely this is what would play on an endless loop in the deepest bowels of Hell's most legendary and rarely-used chambers.“
 Scott Weinberg   efilmcritic.com 
„Dieser Film würde sicherlich in einer Endlosschleife in den tiefsten Gruben der Hölle gespielt.“